# علي الفقعسي
علي عبد الرحمن الفقعسي الغامدي سعودي الجنسية وكان رئيس المجلس العسكري لتنظيم القاعدة. قام بتسليم نفسه في 26 يونيو 2003 بعد وقت قصير من إدراجه على قائمة الإرهاب، وقد تم الحكم عليه بالسجن ونقل إلى سجن الباحة ثم إلى سجن الحاير في جنوب الرياض.

## تعليمه
درس الفقعسي في ثانوية قرية رغدان في الباحة، وبعد ذلك أكمل تعليمه في جامعة الإمام محمد بن سعود الإسلامية حتى وصل إلى المستوى الثاني. وفي أفغانستان درس الفقعسي بإحدى معاهد القاعدة (معهد الدراسات الإسلامية) وكان المعهد يناقش مسألة العمليات الانتحارية والتكفير، وكان أبو حفص الموريتاني أبرز من يلقي الدورات في المعهد.

## اعتقاله
ذهب الفقعسي إلى الشيشان بغرض الالتحاق بالجماعات الجهادية سنة 1998م وكان عمره حينها 24 سنة، بعد ذلك توجه إلى أفغانستان عبر تركيا. عاد الفقعسي إلى السعودية بهدف القيام بعمليات اختطاف وتفجيرات ضخمة بناءً على توجيهات القاعدة، وكان يرسل مبالغ ضخمة إلى أسامة بن لادن عبر معتمرين باكستانيين تم توفيرها من متبرعين . بعد إعلان اسم الفقعسي كأحد أبرز المطلوبين على قائمة الإرهاب قام الفقعسي بتسليم نفسه لمساعد وزير الداخلية آنذاك في مدينة جدة سنة 2003 بناءً على مهلة حددتها الدولة للمطلوبين. قام بعض المطلوبين أمنيًا آخرين أمثال صعبان الشهري وعثمان العمري بتسليم أنفسهم على خطى الفقعسي، مستفيدين من مبادرة الحكومة التي منحتهم فرصة تسليم أنفسهم مقابل العفو عن الحق العام
وفي 12 مايو 2019، وخلال لقاء تلفزيوني في برنامج الليوان على قناة روتانا حيث أجريت المقابلة في السجن السياسي بالرياض نفى الفقعسي أن يكون قد تعرض لأي نوع من أنواع التعذيب في السجن.

## وصلات خارجية
رئيس المجلس العسكري لتنظيم القاعدة بالسعودية علي الفقعسي ضيف برنامج الليوان مع عبدالله المديفر . على يوتيوب